# Чизерано
Чизерано (итал. Ciserano) — коммуна в Италии, располагается в регионе Ломбардия, подчиняется административному центру Бергамо.
Население составляет 5270 человек (на 2004 г.), плотность населения составляет 985 чел./км². Занимает площадь 5 км². Почтовый индекс — 24040. Телефонный код — 035.
Покровителями коммуны почитаются святой апостол и евангелист Марк и святой Иулиан, празднование в третью неделю сентября.